# Dicyemennea gyrinodes
Dicyemennea gyrinodes är en djurart som tillhör fylumet rhombozoer, och som beskrevs av Furuya 1999. Dicyemennea gyrinodes ingår i släktet Dicyemennea och familjen Dicyemidae. Inga underarter finns listade i Catalogue of Life.